# Sune Nordgren
Sune Greger Nordgren, född 8 mars 1948 i Lund, är en svensk museiman, konstnär, formgivare och konstkritiker.

## Biografi
Nordgren växte upp i Åhus. Han utbildade han sig vid Grafikskolan Forum i Malmö 1970–1974 och arbetade därefter i nästan tio år som konstnär, formgivare och illustratör.[källa behövs] År 1975 startade han tillsammans med hustrun Marianne konsttidskriften Kalejdoskop (utkom 1975-1986) och 1978 Kalejdoskop förlag. Han har varit konstkritiker för dagstidningarna Sydsvenskan och Dagens nyheter och i Sveriges radio P1. Mellan åren 1986 och 1989 ledde han olika konstprogram i Sveriges television.[källa behövs]
År 1990 blev han chef för Malmö konsthall och 1996 direktör för Iaspis, International Artists' Studio Program in Sweden i två år.[källa behövs] Därefter, 1998, blev han chef och fick ansvaret för uppbyggnaden av BALTIC Centre for Contemporary Art i Gateshead i Storbritannien fram till och med invigningsåret 2002. År 2003 utnämndes han till chef för Nasjonalmuseet for kunst, arkitektur och design i Oslo med uppgift att slå samman Arkitekturmuseet, Kunstindustrimuseet, Museet for samtidskunst, Nasjonalgalleriet och Riksutstillinger till en stiftelse som delvis samlokaliserades till en ny museibyggnad på Tullinløkka i Oslo.[källa behövs] Som ansvarig för att genomföra denna stora omstrukturering kritiserades han från vissa håll och den 11 augusti 2006 tillkännagav han att han slutade.[källa behövs]
Sune Nordgren var projektledare för konsthallen Vandalorum i Värnamo 2007–2011 och är sedan 2007 projektledare för Kivik Art Centre.